# Bad Emstal
Bad Emstal település Németországban, Hessen tartományban. Lakosainak száma 5938 fő (2023. december 31.).

## Népesség
A település népességének változása:
| Lakosok száma | 5950 | 6015 | 5980 | 5904 | 5967 | 5938 |
|               | 2014 | 2017 | 2019 | 2021 | 2022 | 2023 |